# 萊韋洛科 (阿拉斯加州)
萊韋洛科（英語：Levelock）是位於美國阿拉斯加州湖泊-半島自治市鎮的一個非建制地區和人口普查指定地區。根據2010年美國人口普查，該地人口為69人，而該地的面積約為37.60平方千米。

## 地理
萊韋洛科的座標為59°06′37″N 156°51′31″W / 59.11028°N 156.85861°W，而該地的平均海拔高度為17米（即55英尺）。